# Liebfrauenbasilika von Heliopolis

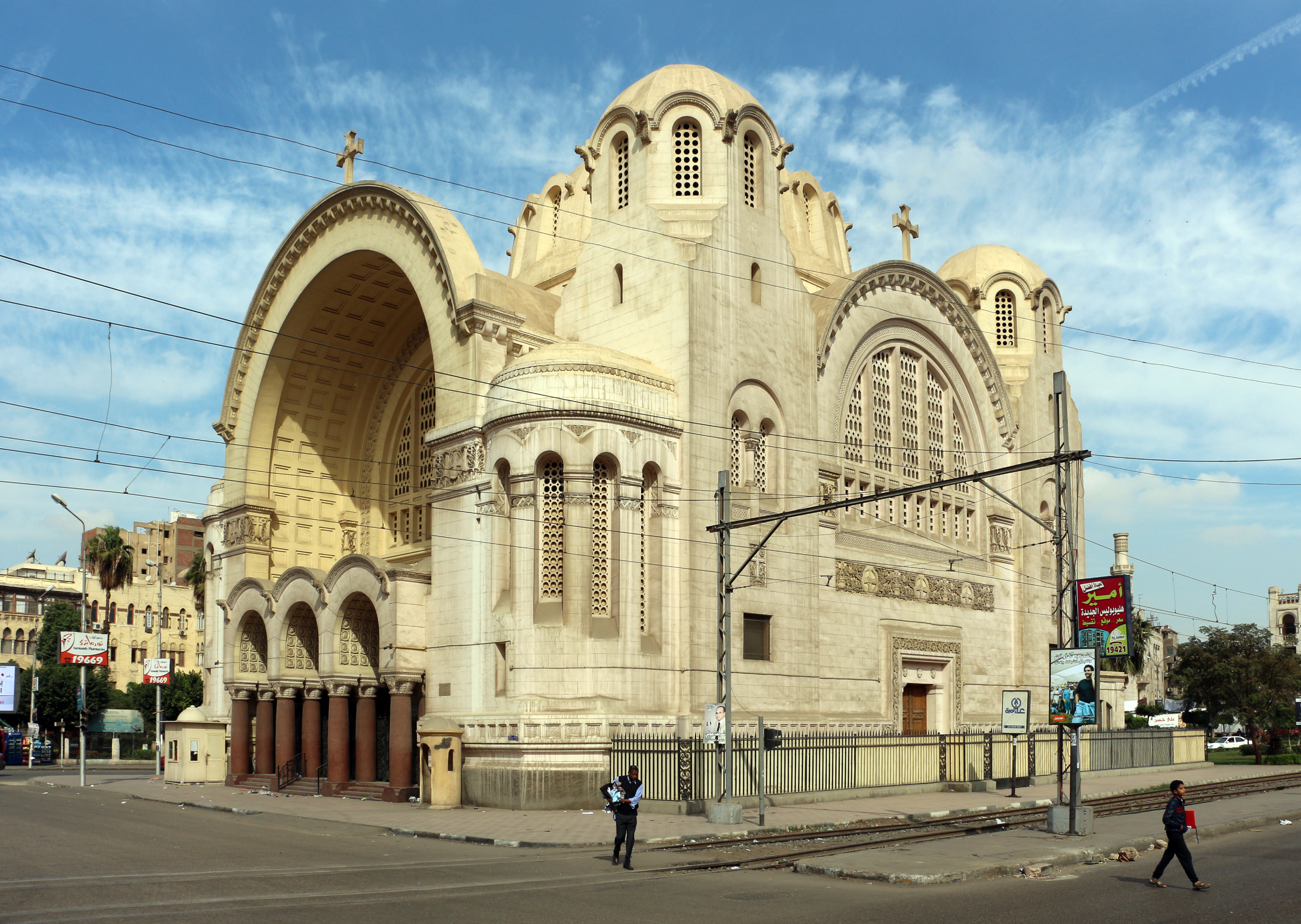
Liebfrauenbasilika von Heliopolis

Die Liebfrauenbasilika von Heliopolis ist eine römisch-katholische Kirche und befindet sich am Platz El-Ahram im Stadtteil Heliopolis im Nordosten der ägyptischen Hauptstadt Kairo. Die Kirche folgt dem lateinischen Ritus und gehört zum Apostolischen Vikariat Alexandria in Ägypten.

## Kirchenbau
1906 ließ Édouard Louis Joseph Empain, ein belgischer Unternehmer, den neuen Stadtteil Heliopolis errichten. 1910 legte er den Grundstein für die Kirche Unserer Lieben Frau, die Bezüge zur Hagia Sophia zeigt. 1914 ließ er eine Orgel mit 1470 Pfeifen aus Belgien einbauen, welche zuerst von Peter Van de Velde gespielt wurde. Dieses in Ägypten sehr seltene Instrument wurde von 2000 bis 2010 durch eine Gruppe Freiwilliger unter Gerard Pels restauriert. Édouard Louis Joseph Empain liegt unter der Basilika begraben.

## Nutzung
Die Kirche war in den 1920er Jahren die Kathedrale des 1886 als Apostolische Präfektur Nildelta gegründeten späteren Apostolischen Vikariats Heliopolis in Ägypten, ab 1929 Konkathedrale. Wegen der fallenden Zahl der Gläubigen wurde zum  30. November 1987 das Apostolische Vikariat Heliopolis in Ägypten an das Apostolische Vikariat Alexandria in Ägypten wieder angegliedert. Die Kirche behielt den Status als eine von nunmehr zwei Konkathedralen des Vikariats. Am 6. April 1993 erhob Papst Johannes Paul II. die Kirche in den Rang einer Basilica minor.